# Stephen Gilman
Stephen Gilman (* 1917 in Chicago; † 23. November 1986) war ein US-amerikanischer Romanist und Hispanist.

## Leben und Werk
Gilman studierte an der Princeton University bei Américo Castro und wurde 1943 promoviert mit der Arbeit A critical analysis of the "Quijote apocrifo" of Alonso Fernández de Avellaneda (erschienen spanisch: Cervantes y Avellaneda. Estudio de una imitación, Mexiko-Stadt 1951, Ann Arbor 1987). Nach Kriegsdienst war er von 1946 bis 1948 in Princeton Assistant Professor. Er ging an die Ohio State University in Columbus (Ohio) und war dort zuerst Associate Professor, dann von 1950 bis 1956 Full Professor. Von 1957 bis zu seiner Emeritierung 1985 lehrte er an der Harvard University. 1961 wurde er in die American Academy of Arts and Sciences gewählt.
Gilman war der Schwiegersohn von Jorge Guillén und der Schwager von Claudio Guillén.

## Weitere Werke
- The Art of “La Celestina”, Madison 1956, Westport 1976 (spanisch: La Celestina. Arte y estructura, Madrid 1974, 1992)
- Tiempos y formas temporales en el "Poema del Cid", Madrid 1961, 1969, Ann Arbor 1971, 1982
- The tower as emblem. Chapter VIII, IX, XIX and XX of the “Chartreuse de Parme”, Frankfurt am Main 1967
- The Spain of Fernando de Rojas. The intellectual and social landscape of “La Celestina”, Princeton 1972, 1976 (spanisch: La España de Fernando de Rojas. Panorama intelectual y social de “La Celestina”, Madrid 1978)
- Galdós and the art of the European novel 1867-1887, Princeton 1981, 2014
- The novel according to Cervantes, Berkeley 1989